# Sommariva Perno
Sommariva Perno é uma comuna italiana da região do Piemonte, província de Cuneo, com cerca de 2.626 habitantes. Estende-se por uma área de 17 km², tendo uma densidade populacional de 154 hab/km². Faz fronteira com Baldissero d'Alba, Corneliano d'Alba, Monticello d'Alba, Pocapaglia, Sanfrè, Sommariva del Bosco.

## Demografia
| Variação demográfica do município entre 1861 e 2011                               |
|                                                                                   |
| Fonte: Istituto Nazionale di Statistica (ISTAT) - Elaboração gráfica da Wikipedia |